# Športska dvorana Žatika
Športska dvorana Žatika – hala widowiskowo-sportowa w Poreču, w Chorwacji. Została otwarta 21 listopada 2008 roku. Może pomieścić 3710 widzów.
Budowa hali rozpoczęła się w listopadzie 2007 roku, a jej otwarcie miało miejsce 21 listopada 2008 roku. Pojemność głównej hali, po rozstawieniu maksymalnej ilości siedzisk, wynosi 3710 widzów. Budynek hali posiada charakterystyczny, atrakcyjny wizualnie kształt i zajmuje powierzchnię 14,1 tys. m². Projekt hali wykonał zespół architektów pod przewodnictwem Sonji Jurković. Budowa obiektu kosztowała około 117 mln HRK.
Obiekt był m.in. jedną z aren mistrzostw świata w piłce ręcznej w 2009 roku i mistrzostw Europy w piłce ręcznej w 2018 roku.